# Bocal convergente-divergente

Diagrama de um bocal convergente-divergente, mostrando o aumento da velocidade (V) e a diminuição da temperatura (T) e pressão estática (P).

Um bocal convergente-divergente, também chamado de bocal de Laval, em homenagem ao engenheiro Gustaf de Laval, é um componente usado em foguetes e motores a jato. Sua função é acelerar o escoamento de velocidades subsônicas para supersônicas.
Escoamento Subsônico    M<1
Um aumento na velocidade está ligado com uma redução da área. Da mesma forma, uma diminuição da velocidade está relacionada com um aumento de área. 
Para um escoamento subsônico, para aumento de velocidade, deve ser utilizado um duto convergente; para diminuição de velocidade, deve ser utilizado um bocal divergente.
Escoamento Supersônico  M>1
Um aumento na velocidade está ligado com um aumento de área, devido à enorme diminuição de densidade do fluido e consequente expansão. Da mesma forma, uma diminuição da velocidade está associada a uma diminuição de área.  Para um escoamento supersônico, para aumento de velocidade, deve ser utilizado um duto divergente; para diminuição de velocidade, deve ser utilizado um bocal convergente.
Utilizando essa combinação, com um bocal que possua parte convergente, onde o escoamento será acelerado subsonicamente até Mach 1, e outra parte divergente, onde o escoamento será acelerado supersonicamente com Mach>1, podemos aumentar a velocidade de um escoamento à um nível supersônico.